# Karl-Thomas Neumann
Karl-Thomas Neumann (født 1. april 1961 i Twistringen, Niedersachsen) er fra 1. marts 2013 bestyrelsesformand for Adam Opel AG og præsident for GM Europa.
Neumann kommer fra en stilling i Volkswagen AG, hvor han har været administrerende direktør og næstformand i Volkswagen Group China i Beijing fra september 2010 til august 2012.
Han har tidligere beklædt en række lederstillinger i Volkswagen fra 1999, hvor han var Head of Research og Director of Electronics Strategy.
Fra 2004 til 2009 var Neumann medlem af bestyrelsen, Automotive Systems Division, hos den tyske virksomhed Continental AG.
Desuden har Neumann været bestyrelsesformand i Continental AG fra august 2008 til september 2009.
I december 2009 vendte han tilbage til Volkswagen AG og overtog det samlede ansvar for elektrisk fremdrift i hele virksomheden.
Neumann har studeret til elektroingeniør på Dortmund og Duisburg univeristet, hvor han også fik sin doktorgrad.
Han indledte sin erhvervskarriere på Fraunhofer Institute som forskningsingeniør, før han tiltrådte en stilling i Motorola Semiconductor, hvor han arbejdede som ingeniør og strategidirektør med ansvar for bilindustrien.
Neumann er dansk gift og far til tre sønner. Han er en lidenskabelig maratonløber[kilde mangler].

## Eksterne links
- Opel skal igen have ny topchef Arkiveret 22. maj 2014 hos  Wayback Machine - Transportmagasinet 8. november 2012
- Information om de mennesker, der sidder i Opels bestyrelse Arkiveret 22. maj 2014 hos  Wayback Machine
- Opel CEO Dr. Karl-Thomas Neumann (første arbejdsdag i Rüsselsheim) - Youtube